# Hr-fernsehen

ХР Фернзеен (hr-fernsehen) — гессенская 3-я телепрограмма. Вещание по ней ведётся Гессенским радио. Существует с 5 октября 1964.

## История
Запущен 5 октября 1964 в вечерние часы на дециметровых волнах в стандарте 576i как «Hessisches Fernsehprogramm» (с нем. — «Гессенская программа телевещания»). С 1983 по 1997 годы он вещал как «Hessen Drei» (с нем. — «Гессен Три»), будучи третьим телеканалом Гессена после первого федерального Das Erste и второго ZDF (с января 1985 по декабрь 1982 его формальным названием было «hessen 3»). В 1989 году на Hessen 3 последние известия были замены информационной программа hr aktuell (позднее - hessenschau kompakt). 30 июня 2009 года прекратила вещание версия hr-fernsehen в стандарте PAL. С 1997 по 2004 годы назывался просто «hessen fernsehen» (с нем. — «Гессенское телевидение»). 5 декабря 2013 года hr через кабельное и спутниковое телевидение запустил версию hr-fernsehen в стандарте 720p..

## Передачи
```

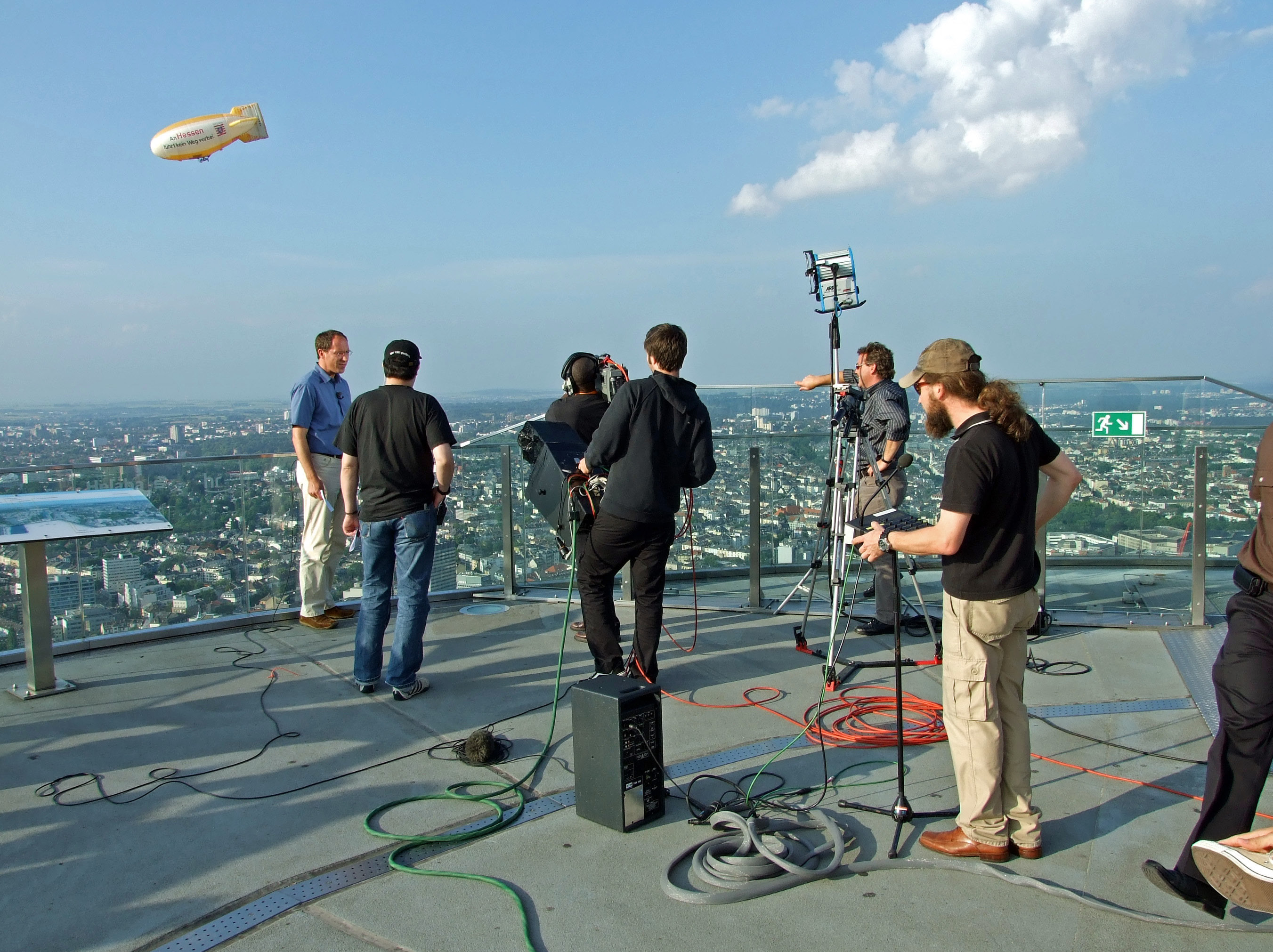
Съёмка программы «allewetter»

Включает в себя общий с 1-й телепрограммой вечерний выпуск общегосударственных новостей «Тагесшау», выпуски региональных новостей, региональные тележурналы, художественно-публицистические передачи и повторы передач и фильмов 1-й программы.
```

Основными информационными программами являются региональный тележурнал «maintower» и выпуск новостей «Hessenschau», выходящий по будням в 19:30. Другими популярными телепрограммами являются выпуск новостей о политике «Magazin», игровое шоу «Ratespiel», экономический тележурнал «m€x», а также культурно-информационная программа «Kulturmagazin». Самая высокорейтинговая программа — игровое шоу «HessenQuiz» с Йоргом Бомбахом, в котором участники отвечают на различные вопросы о географии и истории Гессена. 
С 1999 по 2004 годы в 22:00 по будням выходило ток-шоу «Late Lounge». Позднее также на телеканале выходили политические ток-шоу «3-2-1» и «Vorsicht! Friedman», первая программа о литературе «bücher, bücher», программа о найденных и пропавших домашних животных «Herrchen gesucht», а также программы «Stadtgespräch» и «c’t magazin.tv».

## Вещание

### Наземное
- Аналоговое вещание прекращено полностью.
- Цифровое DVB-T: полное покрытие в Гессене, через DVB-T пакет доступно вещание в Нижней Саксонии, Бремене, Берлине, Тюрингии, Рейнланд-Пфальце, Сааре, Баден-Вюртемберге и Северной Баварии.

### Спутниковое
- Аналоговое вещание прекращено полностью 30 апреля 2012.
- Цифровое DVB-S: спутник Astra 1H, транспондер 71, частота 11863 МГц, горизонтальная поляризация, символьная скорость 27500, 3/4.
- Цифровое HDTV DVB-S2: спутник Astra 1H, транспондер 61, частота 10891 МГц, горизонтальная поляризация, символьная скорость 22000, 2/3 (с декабря 2013)[4].

### Кабельное
- Аналоговое вещание доступно в Гессене и некоторых районах.
- Цифровое DVB-C: Unitymedia 410 МГц, Kabel Deutschland 113 МГц, Vpid 301, Apid 302, Kabel BW 346 МГц, Program ID 28108

### Интернет
- Прямой эфир на официальном сайте hr-online.de, в том числе и через платформу Telekom Entertain. Некоторые программы вещают не более семи недели согласно лицензии на телерадиовещание. С 2014 года можно осуществить запрос через медиатеку HbbTV.